# Jan Nolmans
Jan Nolmans, né le 12 juillet 1944 à Assent,, est un coureur cycliste belge.

## Biographie
En 1963, Jan Nolmans remporte une étape puis le classement général du Tour du Nord, alors qu'il évolue avec une licence d'indépendant. L'année suivante, il devient vice-champion national de Belgique chez les militaires et les indépendants. Il passe ensuite professionnel en 1965 au sein de l'équipe Flandria-Roméo. Avec cette formation, il obtient trois victoires et diverses places d'honneur dans des compétitions belges. Il finit par ailleurs cinquième du Tour de l'Oise, ou encore huitième de Paris-Tours. 
En 1966, il intègre la structure Dr. Mann-Grundig. Sous ses nouvelles couleurs, il s'impose sur une étape du Tour du Nord et termine huitième du Tour des Flandres. Il brille également sur le Tour d'Italie en décrochant trois podiums d'étape, grâce à ses qualités de sprinteur. Il poursuit la compétition en 1967, avant de mettre un terme à sa carrière, à seulement vingt-trois ans.

## Palmarès
- 1962
  - Champion provincial interclubs du Brabant[3]
- 1963
  - Bruxelles-Kapellen
  - Circuit franco-belge
  - Tour du Brabant
  - Bruxelles-Strijpen
  - Tour du Nord :
    - Classement général
    - 4e étape
- 1964
  - 2e du Circuit franco-belge
  - 2e du championnat de Belgique des indépendants
  - 2e du championnat de Belgique des militaires
- 1965
  - Circuit Mandel-Lys-Escaut
  - Grand Prix Betekom
  - 2e du Grand Prix Pino Cerami
  - 2e de l'Omloop der Zennevallei
  - 2e de la Course des raisins
  - 8e de Paris-Tours
- 1966
  - Flèche des polders
  - 1re étape du Tour du Nord
  - 3e du Circuit du Limbourg
  - 8e du Tour des Flandres
- 1967
  - 2eb étape du Tour de Belgique (contre-la-montre par équipes)
  - 3e de la Course des raisins

## Résultats sur les grands tours

### Tour de France
1 participation
- 1966 : hors délais (2e étape)

### Tour d'Italie
1 participation 
- 1966 : 64e